# Ancillo Canepa
Ancillo Canepa (* 5. Mai 1953 in Richterswil) ist ein Schweizer Manager und Präsident des FC Zürich.

## Leben
Ancillo Canepa verbrachte die Schul- und Jugendzeit in Richterswil und Rüti ZH. Er ist seit 1973 mit der Unternehmerin Heliane Canepa verheiratet.

## Ausbildung und Beruf
Seine Ausbildung zum diplomierten Betriebsökonom absolvierte er zwischen 1973 und 1976. Das berufsbegleitende Zweitstudium zum diplomierten Wirtschaftsprüfer schloss er 1982 ab. Unmittelbar nach seiner Diplomierung 1976 trat Ancillo Canepa in die Prüfungs- und Beratungsfirma Ernst & Young ein. Gleichzeitig war er bis 1992 als Wirtschaftsprüfer und -berater im In- und Ausland tätig, unter anderen bei Ernst & Young in Boston. Von 1993 bis 1997 führte Canepa die Mergers & Acquisitions-Niederlassung in Zürich. In dieser Zeit leitete er verschiedene grössere Projekte in den Bereichen Unternehmenskauf/-verkauf, Going Public, Due Diligence und Unternehmensbewertung.
Von 1998 bis 2006 leitete Ancillo Canepa als Mitglied der Geschäftsleitung die Sparte Wirtschaftsprüfung der Ernst & Young, war während mehrerer Jahre auch für das Marketing zuständig und auf internationaler Ebene Mitglied des globalen „Audit Executive Committee“ von Ernst & Young. Von 1987 bis 1993 fungierte er als Fachsekretär der „Fachkommission für Empfehlungen der Rechnungslegung – Swiss GAAP“ und war Mitglied verschiedener bundesrätlicher Experten-Kommissionen („Neues Aktienrecht“ oder „Rechnungslegung für Banken“). Er verfasste verschiedene Lehrmittel zu den Themen „Aktienrecht“, „Due Diligence“ und „Unternehmensbewertung“, war als Referent an verschiedenen Fach- und Hochschulen (Spezialgebiete: Führung, Finanzielle Berichterstattung, Corporate Governance) sowie als Prüfungsexperte bei der Schweizerischen Treuhandkammer tätig. Er leitete unter anderem das Projekt „Untersuchung Swissair“ im Zusammenhang mit dem Grounding der Schweizer Fluggesellschaft, diverse Projekte im professionellen Fussball und die von ihm organisierten Ausbildungsmodule für Verwaltungsräte.

## Fussball
Sein Heimatverein als aktiver Fussballer war der FC Rüti ZH (heute 2. Liga interregional), für den er als Junior und als Kaderspieler der ersten Mannschaft spielte. Anfang August 1971 absolvierte er ein Probetraining bei den Grasshoppers Zürich, zu einer Verpflichtung kam es nicht.
Seine Tätigkeit als Funktionär begann er 2005, als er in den Verwaltungsrat des FCZ gewählt wurde. Nach der Wahl zum Präsidenten des Verwaltungsrates im Jahr 2006 verliess Ancillo Canepa Ernst & Young. Als vollamtlich tätiger Präsident reorganisierte er führungsmässig den Club, führte professionelle Strukturen ein, gründete das FCZ Museum, dessen Präsidentschaft er innehat, eröffnete den FCZ Fanshop und liess die umfangreiche FCZ-Biographie („Eine Stadt – Ein Verein – Eine Geschichte“, NZZ-Verlag) schreiben, welche mit einer Auflage von 8‘000 Exemplaren ein Verkaufsschlager wurde. Nachdem Ancillo Canepa 2013 die Aktienmehrheit übernommen hatte, trat auch seine Ehefrau Heliane in den Verwaltungsrat ein und amtet seither als Delegierte. Von 2008 bis 2021 war Ancillo Canepa auch Komitee-Mitglied der Swiss Football League. Seit 2009 ist er Vizepräsident der Vereinigung Pro Sport Zürich, welche sich für die Anliegen der Profisport-Organisationen in Zürich einsetzt.
Während seiner Amtszeit als Verwaltungsrat bzw. Präsident wurde der FC Zürich viermal Schweizer Meister (2006, 2007, 2009 und 2022), dreimal Schweizer Cupsieger (2014, 2016, 2018), erreichte fünfmal die Gruppenphase der UEFA Europa League und einmal die Gruppenphase (2009) bzw. die Playoffs (2012) der UEFA Champions League. 2016 stieg der FC Zürich in die Challenge League ab, realisierte aber ein Jahr später den sofortigen Wiederaufstieg. 2018 qualifizierte sich der FCZ als Gruppenzweiter zum zweiten Mal für die Sechzehntelfinals der Europa League. Die FC Zürich Frauen, die für Ancillo Canepa ein besonderes Anliegen darstellen, wurden mehrfach Schweizer Meister, Schweizer Cupsieger und qualifizierten sich wiederholt für die Champions League. Auch der Nachwuchs des FC Zürich konnte verschiedene Erfolge feiern. Während seiner Amtszeit gewannen die U18 bzw. die U16 Schweizer Meistertitel. Und die U21 des FC Zürich gewann zweimal den Blue Stars/FIFA Youth Cup und stieg in die Promotion League (dritte Schweizer Halbprofi-Liga) auf.

## Publikationen
- Ancillo Canepa, Georg Engeli: Recht und Rechnungslegung nach schweizerischem Aktienrecht in Flowcharts, ATAG Ernst & Young AG, Zürich, o. J.
- Ancillo Canepa: Die Due Diligence im M&A-Prozess, Verlag Paul Haupt, Bern, Januar 1998, ISBN 3-258-05832-6
- Ernst & Young Bericht in Sachen Swissair – Untersuchungsergebnisse, 2003